# If Only for a Moment
| Recensione | Giudizio |
| ---------- | -------- |
| AllMusic   | [ 1 ]    |

If Only for a Moment è il secondo album discografico dei Blossom Toes, pubblicato dall'etichetta discografica Marmalade Records nel luglio del 1969.

## Tracce
Lato A
1. Peace Loving Man – 4:53 (Brian Godding)
2. Kiss of Confusion – 4:44 (Brian Godding)
3. Listen to the Silence – 4:55 (Jim Cregan)
4. Love Bomb – 6:34 (Brian Godding)

Lato B
1. Billy Boo the Gunman – 7:07 (Brian Godding)
2. Indian Summer – 5:54 (Jim Cregan)
3. Just Above My Hobby Horse's Head – 3:52 (Richie Havens)
4. Wait a Minute – 5:48 (Jim Cregan)

Edizione CD del 2007, pubblicato dalla Sunbeam Records (SBRCD5036)
1. Peace Loving Man – 4:52 (Brian Godding)
2. Kiss of Confusion – 4:46 (Brian Godding)
3. Listen to the Silence – 4:50 (Jim Cregan)
4. Love Bomb – 7:39 (Brian Godding)
5. Billy Boo the Gunman – 7:09 (Brian Godding)
6. Indian Summer – 5:55 (Jim Cregan)
7. Just Above My Hobby Horse's Head – 2:54 (Richie Havens)
8. Wait a Minute – 5:56 (Jim Cregan)
9. Postcard – 2:56 (Brian Godding) – Bonus Track - 45 A-Side
10. Everyone's Leaving Me Now – 4:45 (Poli Palmer) – Bonus Track - 45 B-Side
11. Ever Since a Memory – 4:26 (Brian Godding) – Bonus Track - Demo
12. Nobody But – 4:04 (Brian Godding) – Bonus Track - Demo
13. Peace Loving Man – 6:30 (Brian Godding) – Bonus Track - Demo
14. Listen to the Silence – 3:58 (Jim Cregan) – Bonus Track - Live
15. New Day – 5:17 (Brian Godding) – Bonus Track - Unreleased 45 A-Side

## Formazione
- Brian Godding - chitarra solista, chitarra ritmica, pianoforte, organo
- Jim Cregan - chitarra solista, chitarra ritmica
- Big Brian Belshaw - basso
- Barry Reeves - batteria (eccetto nel brano: Peace Loving Man)
- Barry Reeves - congas (brano: Peace Loving Man)

Musicisti aggiunti
- Pol Poli Palmer - batteria (brano: Peace Loving Man)
- Pol Poli Palmer - batteria, flauto e vibrafono (brani: Postcard, Everyone's Leaving Me Now, Ever Since a Memory e Peace Loving Man)
- Shawn Phillips - chitarra acustica a 12 corde, sitar (brano: Just Above My Hobby Horse's Head)
- Giorgio Gomelsky - accompagnamento vocale (brano: Love Bomb)
- Julie Driscoll e Reggie King - voci (brano: New Day)

Note aggiuntive
- Giorgio Gomelsky - produttore
- Reggie King - co-produttore
- Registrato al Advision Studios di Londra (Inghilterra) nel 1969
- Eddie Offord - ingegnere delle registrazioni
- Gordon Jackson - foto retrocopertina album
- Ringraziamento speciale ad Alan Morgan[2]